# Byssochlamys nivea
Byssochlamys nivea är en svampart som beskrevs av Westling 1909. Byssochlamys nivea ingår i släktet Byssochlamys och familjen Trichocomaceae.  Arten är reproducerande i Sverige. Inga underarter finns listade i Catalogue of Life.